# Atlanta meteori
Atlanta meteori is een slakkensoort uit de familie van de Atlantidae. De wetenschappelijke naam van de soort is voor het eerst geldig gepubliceerd in 1972 door Richter.